# Colonna del Crotacio
La colonna del Crotacio è un manufatto in marmo posto sul sagrato della Basilica di Sant'Alessandro in Colonna risalente al III secolo diventandone il simbolo e dandole il nome: Sant’Alessandro  «in columna» quindi vicina alla colonna.

## Storia
La colonna del Crotacio prende il nome da un personaggio vissuto tra il II e il III secolo a Bergamo. La tradizione vuole che Crotacio fosse il padre di Lupo, duca di Bergamo, che la innalzò la colonna a memoria del padre. Nel luogo in cui sorge questa colonna, pochi anni dopo, fu decapitato sant'Alessandro, il cui capo mozzato venne raccolto da santa Grata, figlia di Lupo nonché nipote di Crotacio. Tuttavia, non vi sono testimonianze documentate se non i racconti della tradizione popolare, che non sempre concordano.
Sant'Alessandro di Bergamo, è documentato da scritti apografi copiati solo nel VII secolo  da documenti che furono andati distrutti durante le persecuzioni cristiane di Diocleziano, quindi ben cinque secoli successivi al suo martirio, durante il papato di Papa Adriano I. Alessandro è ritenuto il vessillifero della Legione tebana che aveva a comando il romano Maurizio, poi venerato dalla chiesa, e che fu sterminata da Massimiano, perché si rifiutò di uccidere i cristiani del Canton Vallese. Alessandro risulta essere con Primipilo tra i pochi superstiti di questa carneficina. Fuggito a Milano fu catturato in prossimità della chiesa alessandrina di Zebedia, e qui si rifiutò di abiurare. Incarcerato fu aiutato a fuggire ma catturato nuovamente fu riportato a Milano, dove si rifiutò di offrire doni agli dei pagani, anzi distrusse l'ara, luogo del sacrificio. Fu quindi condannato a morte, ma il soldato Marziano incaricato alla decapitazione non riuscì a eseguire la pena, dovendo quindi riportare il santo in carcere dopo ripeté la fuga, raggiungendo la località Palazzolo di Bergamo, dove i pochi cristiani presenti stavano ben nascosti. Ma a Bergamo venne catturato e condotto nella località dove vi era una colonna con la statua del duca Crotacio. Sembra che il duca avesse avuto in quella località un giardino con un tempio pagano, alla sua morte il figlio Lupo, aveva costruito due colonne, sulla più alta vi aveva posto la statua del padre, mentre quella di misura inferiore era dedicata al sacrificio. Il 26 luglio 303 Alessandro venne condotto in questo luogo dovo doveva dichiarare la sua fede verso gli idoli, ma rifiutando fu condannato nuovamente a morte, e la decapitazione venne eseguita. La giovane santa Grata figlia del Lupo ne raccolse il capo e il corpo acefalo per la sepoltura. Si vorrebbe anche che Crotacio fosse stato un militare che ospitò il santo durante la sua fuga, cosa non appurata. 

La torre sarebbe quindi presente sul luogo del martirio già in precedenza. Viene invece delusa la considerazione che la colonna provenga da un posto in località più lontana.

## Descrizione
Dallo studio del manufatto si dedurrebbe che i tre blocchi superiori sono quelli identificabili in quella che doveva essere l'originale colonna del Crotacio, mentre le due parti inferiori furono scolpite da altre maestranze nel Seicento; il capitello è documentato sia stato realizzato dal picapietre Domenico Fantone.
La colonna è citata per la prima volta nel 1133 e dà il nome alla chiesa alessandrina Sant’Alessandro  «in columna» quindi vicina alla colonna. 

I verbali della visita pastorale del 1575 di san Carlo Borromeo si evince che il cardinale dichiarò fosse quello l'esatto luogo del martirio del santo, luogo dove fu ucciso, era infatti uso ritenere che la colonna fosse posta proprio a ricordo di quel sanguinoso evento, cosa non possibile. Il Borromeo chiese anche la protezione alla colonna con una posa di una recinzione. Cosa che non fu mai fatta, anzi il manufatto fu rimosso e alcune delle sue parti furono lasciate in stato di abbandono, mentre altre usate come peso per il torchio di un opificio sito in borgo san Lazzaro, come risulta da un documento del 12 maggio 1615: 
(Mario Lumina Sant'Alessandro in colonna p. 8)
 Solo nel 1618, per volontà del vescovo Giovanni Emo, i pezzi furono ricomposti e integrati dalle parti mancanti, e venne posta sul basamento la scritta:  CROTCII BERGOMI DUCIS IDOLO SUPERSTITIOSE. HIC PRIUS ERECTAM. S. ALEXANDRI LEGIONIS THEBEAE SIGNIFERI. CHRISTUM PRAEDICATIS MIRACULO EVERSAM. EIDEM TUTELARI DIVO ALEXANDRO MART. HIC PALMAM EDEPTO RELIGIOSE REPONENDAM. EX PIORUM STIPE CONSORTII PRAESIDES C.C. IOANNE EMO EPIS. AN. SAL. MDCXIIX.